# Liste des hôpitaux de Haïti
Cet article liste les hôpitaux d'Haïti.

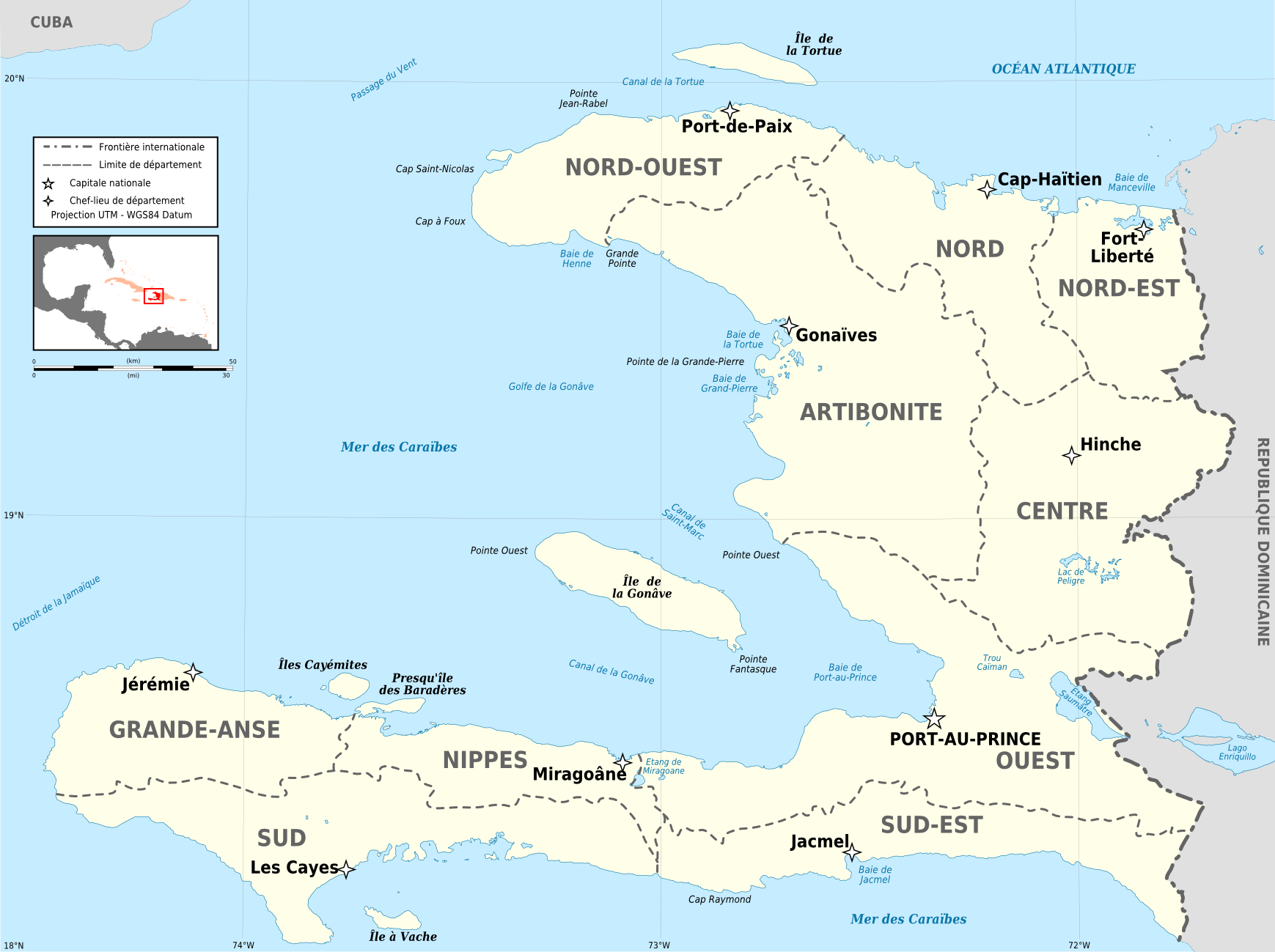
Carte des départements d'Haiti.

## Liste
| Département                             | Hôpital                         | Lieu         | Réf |
| --------------------------------------- | ------------------------------- | ------------ | --- |
| Ouest                                   |                                 |              |     |
| Hôpital adventiste d'Haïti              | Port-au-Prince                  | [ 1 ]        |     |
| Hôpital de la Trinité                   | Port-au-Prince                  |              |     |
| Hôpital Notre Dame S.A.                 | Pétion-Ville                    | [ 2 ]        |     |
| Hôpital CityMed                         | Pétion-Ville                    |              |     |
| Hôpital Sainte-Croix                    | Léogâne                         |              |     |
| Hôpital Camejo                          | Léogâne                         |              |     |
| Hôpital de l'Université d'État d'Haïti  | Port-au-Prince                  | [ 3 ]        |     |
| Hôpital du Canapé Vert                  | Port-au-Prince                  |              |     |
| Unité Chirurgicale                      | Pétion-Ville                    |              |     |
| Hôpital Saint-Damien                    | Tabarre                         | [ 4 ]        |     |
| Hôpital Saint-François de Sales         | Port-au-Prince                  | [ 5 ]        |     |
| L'Hôpital Sainte-Claire                 | Pétion-Ville                    |              |     |
| Hôpital Asile Français                  | Port-au-Prince                  |              |     |
| Hôpital de la Communauté Haïtienne      | Pétion-Ville                    |              |     |
| Hôpital Grâce pour Enfants              | Port-au-Prince                  |              |     |
| Hospital Bernard Mevs Project Medishare | Port-au-Prince                  |              |     |
| Hôpital Espoir                          | Port-au-Prince                  |              |     |
| Hôpital Saint-Esprit                    | Port-au-Prince                  |              |     |
| Centre Hospitalier Sainte Marie         | Port-au-Prince                  |              |     |
| Nord                                    |                                 |              |     |
| Hôpital universitaire Justinien         | Cap-Haïtien                     |              |     |
| Hôpital Sacré Coeur                     | Milot                           |              |     |
| Hôpital Bon Samaritain                  | Limbé                           |              |     |
| Alyans Sante Borgne                     | Borgne                          |              |     |
| Artibonite                              |                                 |              |     |
| Hôpital Albert Schweitzer               | Deschapelles                    |              |     |
| Hôpital La Providence                   | Gonaïves                        | [ 6 ]        |     |
| Hôpital Notre Dame S.A.                 | Gonaïves                        |              |     |
| Hôpital Saint Nicolas                   | Saint-Marc                      |              |     |
| Hôpital Bienfaisance                    | Pignon                          |              |     |
| Hôpital Claire-Heureuse                 | Dessalines                      |              |     |
| Hôpital Camejo                          | Leogane                         |              |     |
| Centre Hospitalier Pierre Payen         | Saint-Marc                      |              |     |
| Nord-Ouest                              | Hôpital de Immaculée Conception | Port-de-Paix |     |
| Sud-Est                                 | Hôpital Saint-Michel            | Jacmel       |     |
| Nippes                                  | Hôpital Sainte-Thérèse          | Miragoâne    |     |
| Sud                                     |                                 |              |     |
| Hôpital Immaculée Conception            | Les Cayes                       |              |     |
| Hopital Notre Dame S.A.                 | Les Cayes                       |              |     |
| Hôpital Saint-Boniface                  | Fond-des-Blancs                 | [ 7 ]        |     |
| Centre                                  |                                 |              |     |
| Zanmi Lasante                           | Cange                           |              |     |
| Hôpital Sainte-Thérèse                  | Hinche                          |              |     |
| Hôpital universitaire de Mirebalais     | Mirebalais                      | [ 8 ]        |     |
| Hôpital Général Fraternité              | Hinche                          |              |     |
| Grand'Anse                              | Hôpital Saint-Antoine           | Jérémie      |     |